# Districtul Neuburg-Schrobenhausen
Districtul Neuburg-Schrobenhausen este un district rural (germană: Landkreis) din regiunea administrativă Bavaria Superioară, landul Bavaria, Germania.

## Vezi și

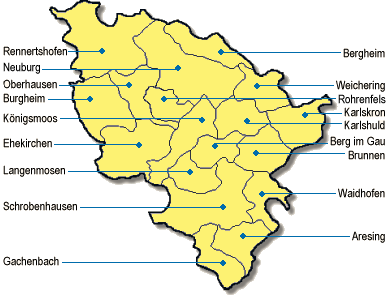
Harta districtului

## Orașe și comune
| orașe 1. Neuburg a.d.Donau (28.162) 2. Schrobenhausen (16.210) comune (târg) 1. Burgheim (4.657) 2. Rennertshofen (4.937) | comune 1. Aresing (2.707) 2. Bergheim (1.820) 3. Berg im Gau (1.191) 4. Brunnen (1.600) 5. Ehekirchen (3.752) 6. Gachenbach (2.330) 7. Karlshuld (4.965) 8. Karlskron (4.665) 9. Königsmoos (4.184) 10. Langenmosen (1.481) 11. Oberhausen (2.592) 12. Rohrenfels (1.509) 13. Waidhofen (Bavaria) (2.172) 14. Weichering (2.234) |